# Trâncești
Trâncești – wieś w Rumunii, w okręgu Alba, w gminie Scărișoara. W 2011 roku liczyła 16 mieszkańców.